# Pseudophysocephala rufa
Pseudophysocephala rufa är en tvåvingeart som beskrevs av Camras 2001. Pseudophysocephala rufa ingår i släktet Pseudophysocephala och familjen stekelflugor.
Artens utbredningsområde är Malawi. Inga underarter finns listade i Catalogue of Life.